# Isoëto-Nanojuncetea
La Isoëto-Nanojuncetea è una biocenosi delle acque stagnanti, da oligotrofiche (cioè povere di componenti nutrizionali) a mesotrofiche.
È caratterizzata da una vegetazione annuale anfibia, colonizzatrice delle aree asciutte di laghi e stagni.
È spesso unita alla Littorelletea uniflorae.

## Specie
Le specie caratteristiche sono:
- Lindernia procumbens
- Elatine spp.
- Eleocharis ovata
- Juncus tenageia
- Cyperus fuscus
- Cyperus flavescens
- Cyperus michelianus
- Limosella aquatica
- Schoenoplectus supinus
- Scirpus setaceus
- Juncus bufonius
- Centaurium pulchellum
- Centunculus minimus
- Cicendia filiformis